# 330440 Davinadon
330440 Davinadon è un asteroide della fascia principale. Scoperto nel 2007, presenta un'orbita caratterizzata da un semiasse maggiore pari a 2,7634215 UA e da un'eccentricità di 0,2730623, inclinata di 3,00885° rispetto all'eclittica.